# 공중조기경보통제기

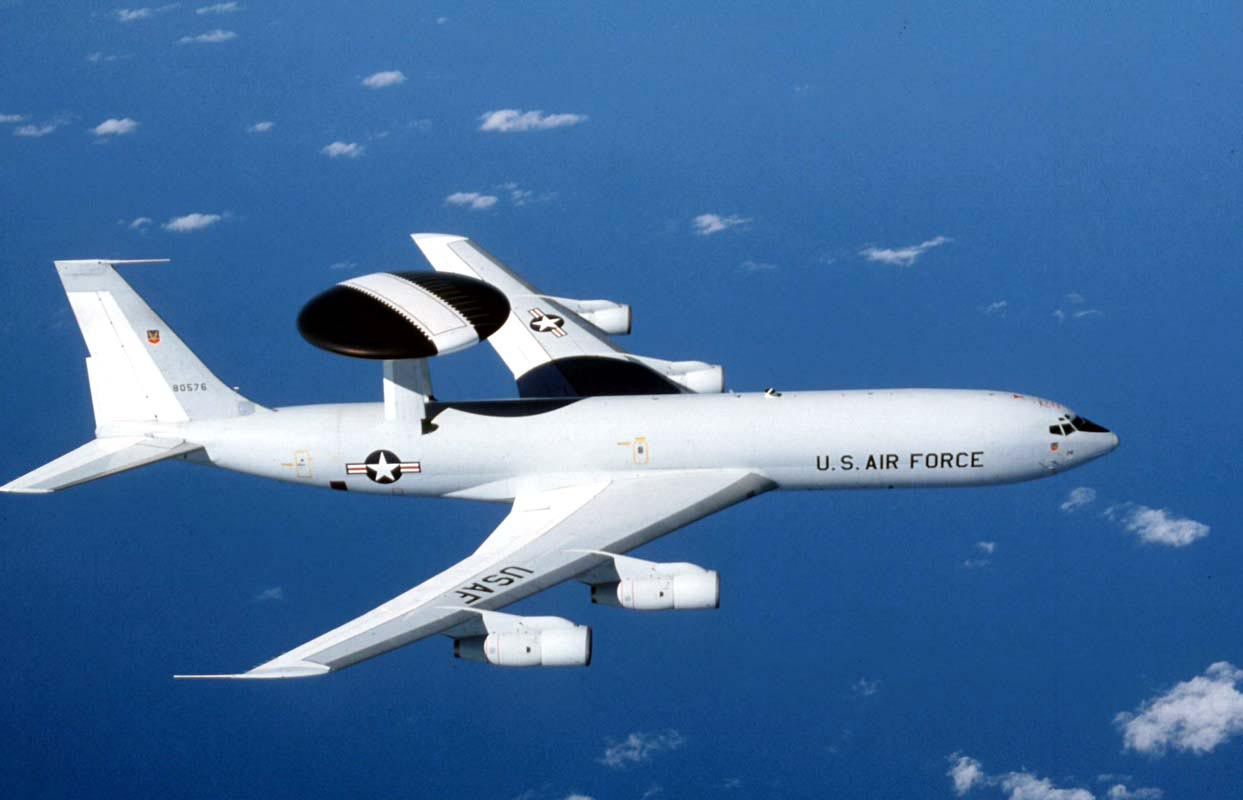
미국 공군의 E-3 센트리

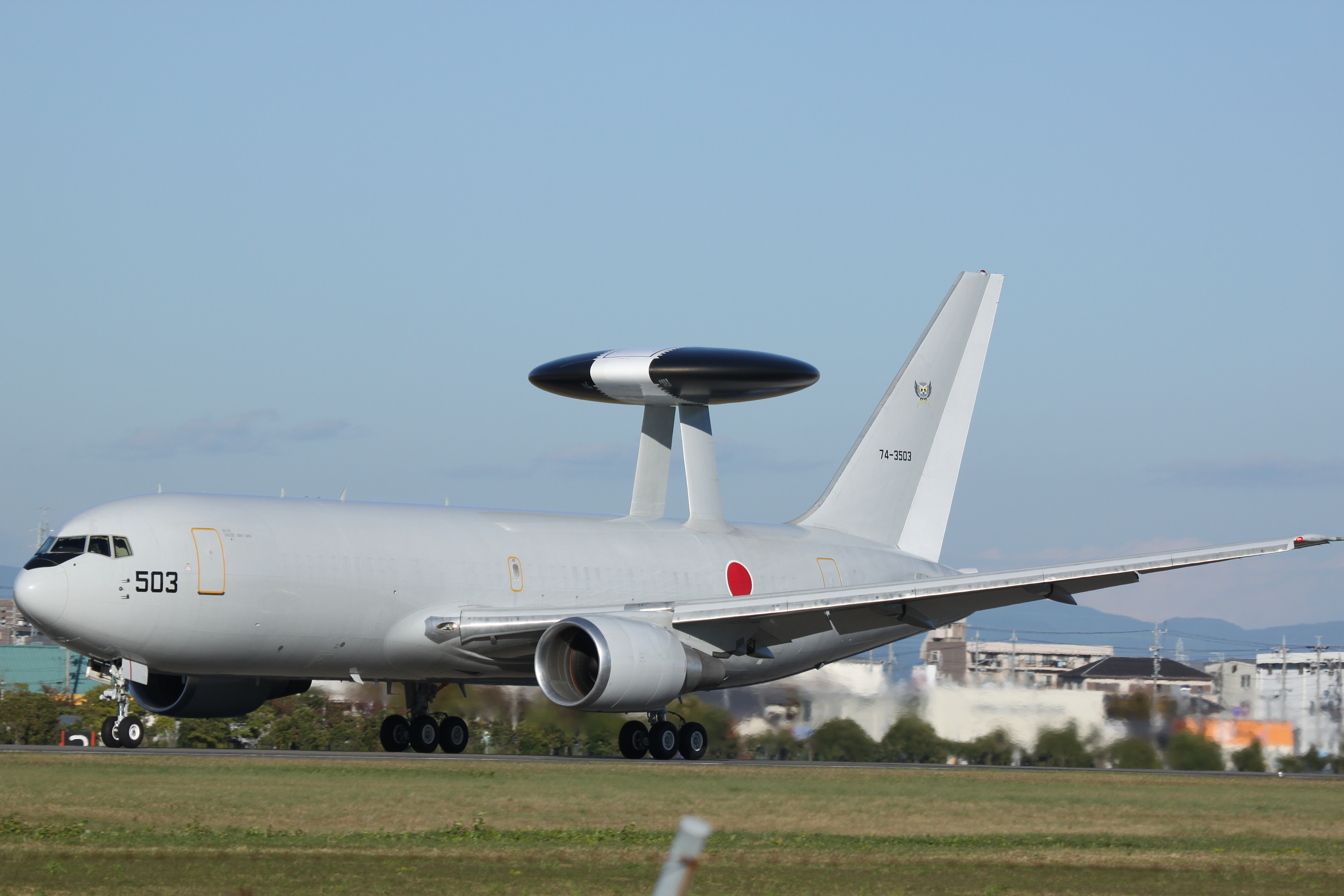
일본 항공자위대의 E-767. E-3보다 대형이다.

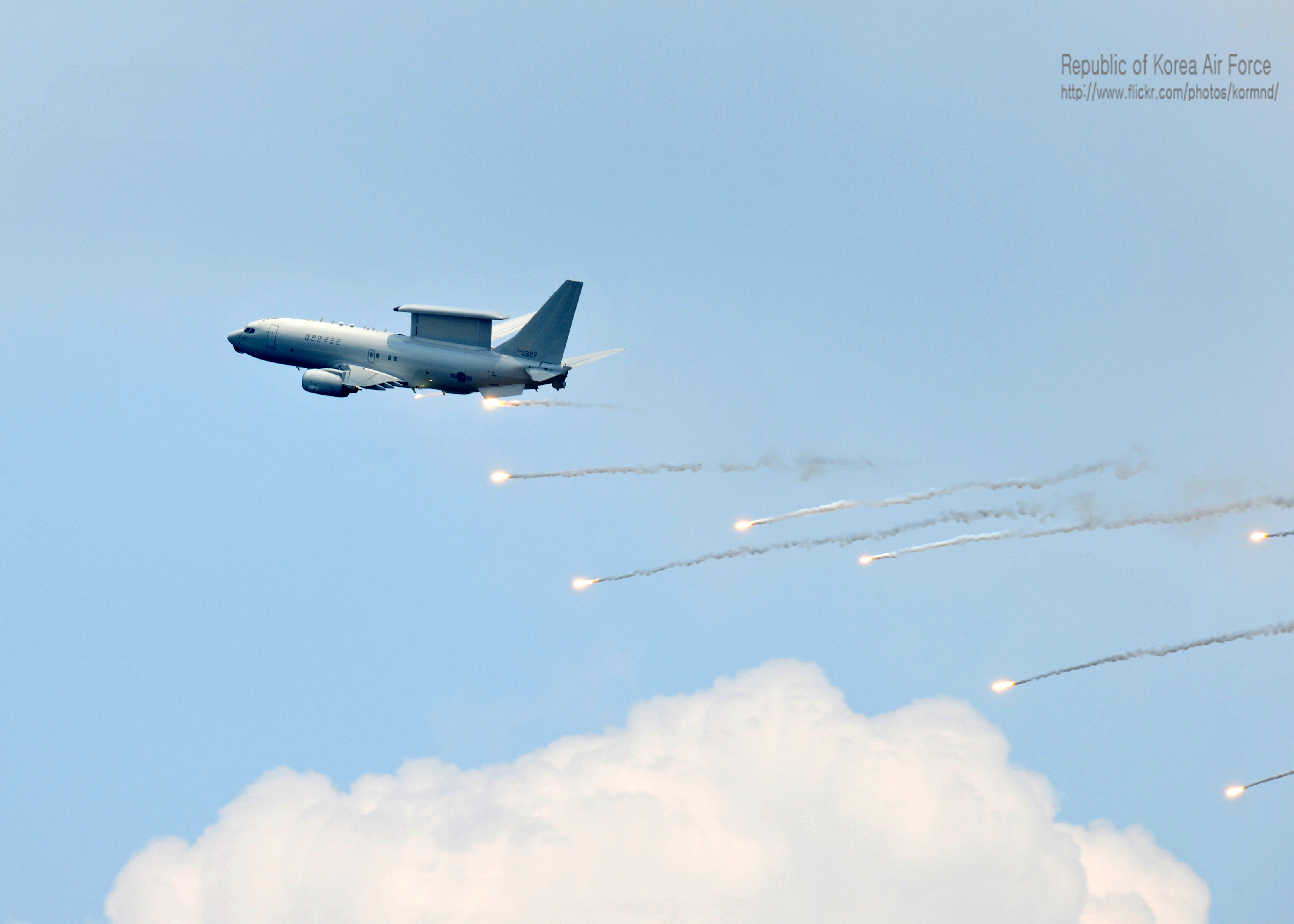
대한민국공군의 피스아이

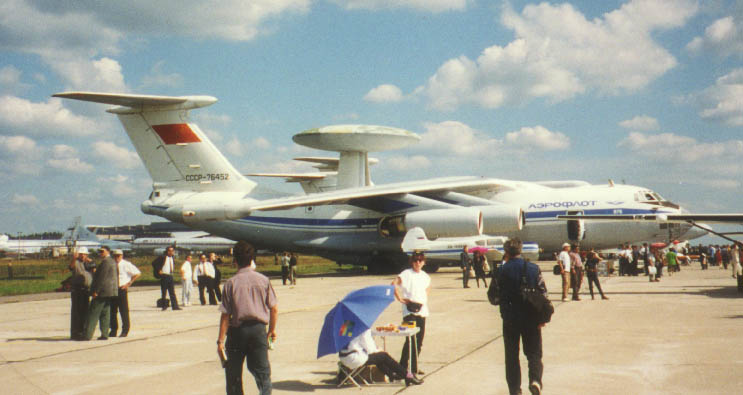
중국과 러시아의 A-50. 일본 E-767과 같은 크기이다.

공중조기경보통제기(空中早期警報統制機, 영어: Airborne Early Warning and Control, AEW&C)는 군용기의 일종으로, 대형 레이다를 탑재하여 일정 공역 내 적군 및 아군의 정보와 항공기 등 공중 목표를 탐지 분석하고, 아군의 항공 관제 및 지휘를 수행하는 기종이다. 고(高)고도에서 사용되며, 레이다는 수백 마일 떨어진 비행기에 대한 피아 식별을 가능하게 한다. AEW&C기는 공중 작전의 방어용과 공격용에 사용된다. 이 체계는 공격적으로는 전투기에게 목표 지점을 지시하고, 방어적으로는 반격하기 위해 사용된다. 사실상 하늘에 떠 있는 '방공통제소'라 할 수 있다.
현대 공중전에서는 적을 먼저 발견하고 가능한 한 시계외(視界外, BVR, Beyond Visual Range) 전투를 벌이는 것이 일반적이다. 따라서 강력한 레이다 및 레이다 회피수단/탐지수단을 사용하게 되는데, 각각의 전투기마다 따로따로 이 기능을 수행하는 것은 비효율적이다. 조기경보기는 대형의 기체에 매우 강력한 위상배열 레이다(Phased Array Radar)를 탑재하고 전투지역 상공의 아군과 적군 항공기 상황을 실시간으로 감지하여 아군 전투기 부대에 적절한 명령을 내리는 관제 기능을 수행한다. 따라서 아군 전투기는 레이다 오프 상태에 들어갈 수 있으므로 적의 관측으로부터 보호받을 수 있고 조기경보기의 지휘에 따라서 상황에 맞추어 전투를 수행할 수 있다.

## 세계 각국의 운용례
비록 보잉 사(社)의 E-3 센트리와 노드롭 그루만 사의 E-2 호크아이가 세계적으로 인기 있는 시스템이긴 하지만, 많은 나라들은 자신만의 AEW&C 체계를 갖추고 있다.
센트리는 보잉 사의 Defense and Space Group (지금은 Integrated Defense Systems)이 제조하였다. 이것은 AEW 시스템을 만들기 위하여 국제적으로 널리 벤치마킹되었다. 이것은 보잉 707 비행기를 기반으로 한다. 1965년에 임무를 시작한 E-2 호크아이는 대단히 널리 사용되는 AEW 시스템이다.
- 대한민국 공군은 2011년 9월 21일 항공통제기(구명칭 공중조기경보통제기) 피스아이 1호기를 인수받은 후 2012년 4호기까지 총 4대 도입이 완료되었다. 현재 더욱 안정적인 탐지범위 확보를 위해 2~3대의 추가도입을 검토중이다.
- 일본 항공자위대는 E-3 센트리의 기술을 기반으로 만든 보잉 E-767를 운용한다.
- 영국 또한 그들만의 AEW기를 개발했다. 드 하빌랜드가 님로드 공중조기경보통제기를 개발하였다. 그러나 님로드 AEW 프로그램은 프로토 타입이 완성되자마자 취소되었다. 대신 미국의 대체기종을 획득하기로 하였다.
- 오스트레일리아 공군은 보잉의 E-737 기체에 기반한 웨지테일(Wedgetail) 프로젝트를 추진, 개발 중이다. E-2, E-3와는 달리, 웨지테일은 로터돔이 없다. 이것은 현재의 E-2 고객들에게 판매될 것이다.
- 스웨덴 공군은 S 100B Argus를 AEW기로 사용한다. S 100B Argus는 사브 340 비행기에 에릭슨 사의 Erieye PS-890 레이다를 사용한다.
- 브라질 공군과 멕시코 공군은 ERJ-145 기체에 기반하고 Ericsson Erieye PS-890 레이다를 장착한 Embraer R-99를 이용하고 있으며 S 100B Argus 역시 마찬가지다. 에리아이 참조.
- 인도 공군은 세 대의 IAI Phalcon 시스템 탑재기를 2004년에 주문했으며 2009년 5월에 1호기를 인수했다. 또한 인도는 자체적으로 AEW 기체를 개발하고 있으며 2010년 경에 인도 공군에 인도될 것으로 전망된다.

### 공중조기경보통제기 일람
국제적으로 운용되고 있는 AWACS, AEW&C는 다음과 같다.
| 기체            | 개발국 | 운용국                                   | 비고          |
| --------------- | ------ | ---------------------------------------- | ------------- |
| Su-27PU         | 소련   | 러시아                                   |               |
| E-3 센트리      | 미국   | 미국, 사우디아라비아, 영국, 프랑스, NATO |               |
| E-767           | 미국   | 일본                                     |               |
| E-737 AEW&C     | 미국   | 대한민국, 오스트레일리아, 튀르키예       |               |
| A-50 메인스테이 | 소련   | 러시아, 인도                             |               |
| KJ-2000         | 중국   | 중국                                     | A-50의 파생형 |
| 엠브라에르 R-99 | 브라질 | 그리스, 멕시코, 브라질, 인도             |               |
| 사브 340 AEW&C  | 스웨덴 | 그리스, 스웨덴, 아랍에미리트, 태국       |               |
| 사브 2000 AEW&C | 스웨덴 | 파키스탄                                 |               |

## 헬리콥터 조기경보체계

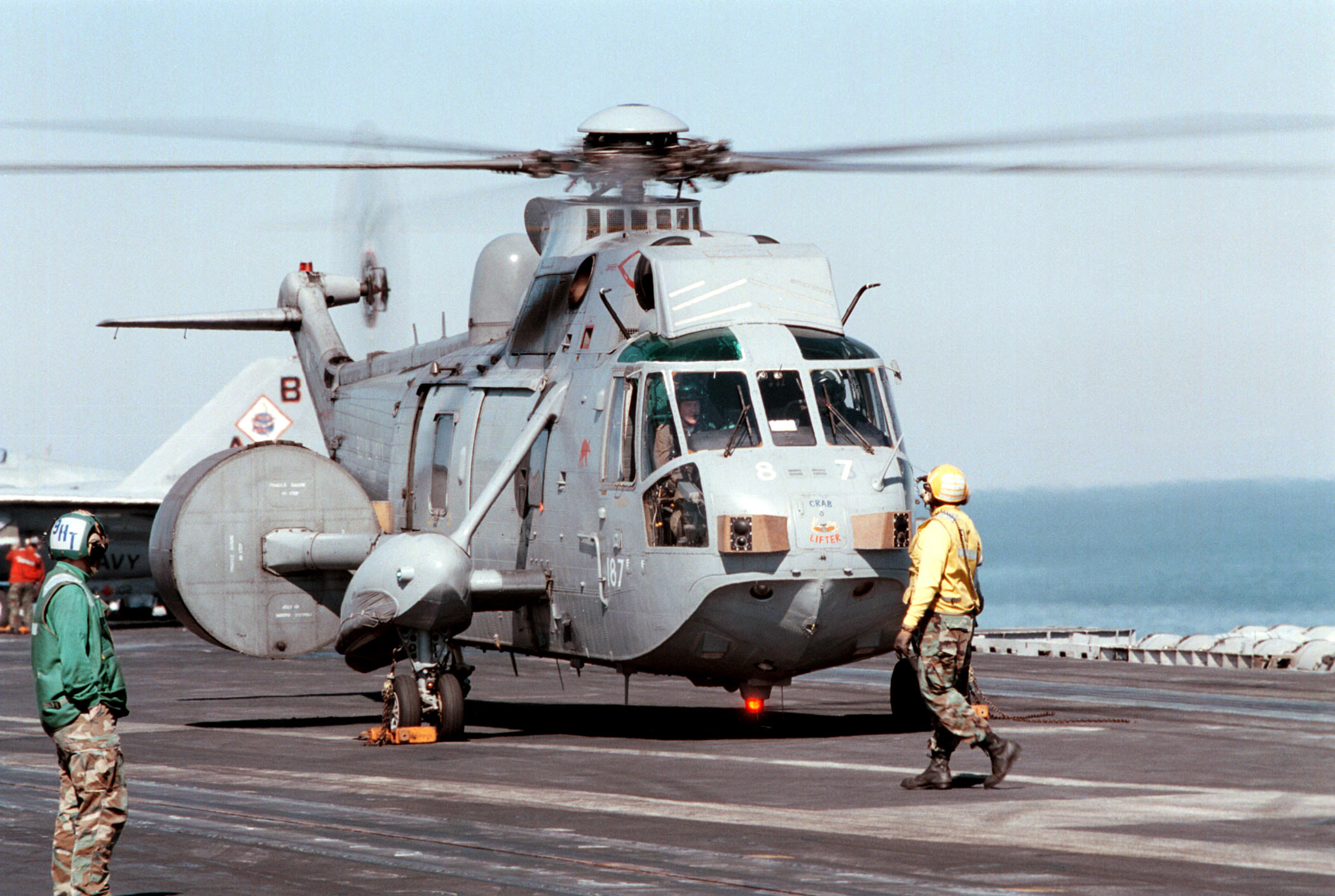
Sea King AEW.2A

헬리콥터에 탑재된 AEW는 세 종류만 존재한다.
- 하나는 영국 해군의 Westland Sea King ASaC7 헬리콥터인데 Invincible급 항공모함(HMS Illustrious and HMS Ark Royal)에 탑재되어 있다. Sea King ASaC7과 그 이전의 AEW.2와 AEW.5는 1982년 일어났던 포클랜드 전쟁의 경험에 기반했는데 AEW의 부재로 인해 작전이 제한적일 수밖에 없었기 때문이다.
- 또 다른 기종은 인도 해군의 Krivak-III급 호위함에 탑재된 러시아의 Ka-31 Helix-B이다. E-801M Oko (Eye)레이다를 탑재하고 있는데 150km 이내의 공중 목표물과 250km 안의 해상 목표물을 동시에 20개 추적할 수 있다.
- 가장 최근의 헬리콥터에 기반한 AEW는 이탈리아 해군이 사용하는 AgustaWestland EH101 AEW이다.

## 용어
- Airborne Early Warning (AEW) : 공중조기경보. 단순히 적 항공기나 대함미사일 공격 등을 탐지하여 아군 지휘부에 정보를 알려주는 역할을 한다.
- Airborne Warning and Control System (AWACS) : 미국 공군의 공중조기경보통제기인 E-3 센트리를 지칭하는 말이다.
- Airborne Early Warning and Control (AEW&C) : 공중조기경보통제를 지칭하는 일반적인 용어이다.[1] 오늘날 레이다와 컴퓨터 기술의 발전으로, 기존의 단순한 '공중조기경보' 수준에다 새로운 '지휘 통제 기능'을 추가하여 생긴 용어이다. 대한민국 공군의 공중조기경보통제기인 피스아이, 미국의 E-3 센트리, 일본의 보잉 E-767 등이 이 체계를 사용한다.

## 관련 도서
AWACS and Hawkeyes: The Complete History of Airborne Early Warning Aircraft (2002). Armistead, L. Motorbooks International. ISBN 0-7603-1140-4.

## 같이 보기
- E-X 사업
- 피스아이